# Herberts Vasiļjevs
Herberts Vasiļjevs (Riga, 23 maggio 1976) è un ex hockeista su ghiaccio lettone.

## Carriera
La sua carriera è iniziata in Germania nella stagione 1994/95 con il Krefeld Pinguine. Negli anni seguenti in Nord America ha indossato le maglie di Guelph Storm, Carolina Monarchs (in AHL), Port Huron Border Cats, Beast of New Haven (AHL), prima di approdare in NHL con i Florida Panthers nel 1998/99.
Dopo una nuova parentesi in AHL con i Kentucky Thoroughblades, ha giocato nuovamente in NHL nel 1999/2000 con gli Atlanta Thrashers, club con cui ha giocato anche nel 2000/01. Per due annate, dal 1999 al 2001, ha giocato in IHL con gli Orlando Solar Bears; mentre in NHL ha anche vestito la maglia dei Vancouver Canucks nella stagione 2001/02.
Dal 2001/02 al 2002/03 ha giocato in AHL con i Manitoba Moose e poi per un periodo ha giocato in Russia con l'Amur Khabarovsk.
Ha fatto seguito il suo trasferimento in Germania al Nuremberg Ice Tigers (2004/05). Dalla stagione 2005/06 al 2017, anno del suo ritiro, ha militato nel Krefeld Pinguine.
Con la nazionale lettone ha preso parte a tre edizioni dei Giochi olimpici invernali (2006, 2010 e 2014) e a numerose edizioni dei campionati mondiali a partire da quella del 1998.